# John M. Kirk
John M. Kirk (geb. 1951) ist ein Lateinamerikanist.

## Leben
Er erwarb den Bachelor of Arts (University of Sheffield), Master of Arts (Queen’s University (Kingston)) und den PhD (University of British Columbia). Er unterrichtet als Professor an der Dalhousie University eine Vielzahl von Sprachkursen (Beginner Spanisch und Übersetzung), sowie andere, die allgemein als lateinamerikanische Zivilisation definiert werden. Er hat die meiste Zeit seiner Forschung in Kuba und Mexiko verbracht, wohin er häufig reist. Er hat mehrere Bücher über internationale Beziehungen, Geschichte und Kultur in Kuba veröffentlicht; ferner lehrte er über Kuba, Mexiko und Zentralamerika. Er arbeitete auch als Dolmetscher für den ehemaligen Premierminister von Nova Scotia John Patrick Savage bei Treffen mit Präsident Fidel Castro, sowie mit Aleida Guevara (Tochter von Che), Adolfo Pérez Esquivel (Friedensnobelpreisträger aus Argentinien), den chilenischen Musikgruppen Inti Illimani und Quilapayún und dem mexikanischen Präsidentschaftskandidaten Cuauhtémoc Cárdenas.
Derzeit arbeitet er an einer Studie über den medizinischen Internationalismus in Kuba. Kirk half bei der Entwicklung der Städtepartnerschaft zwischen Halifax und San Francisco de Campeche in Mexiko und leitet das Dalhousie Study Abroad Program in Mexiko.

## Werke
mit Hope Bastian, Philip Brenner, William M. LeoGrande (Hrsg.): Contemporary Cuba: The Post-Castro Era. 3. Auflage. Rowman & Littlefield, Lanham 2023, ISBN 978-1-5381-7713-6. 
mit H. Michael Erisman (Hrsg.): Cuban Foreign Policy: Transformation Under Raúl Castro. Rowman & Littlefield, Lanham 2018, ISBN 978-1-4422-7092-3.